# Rošero First
Rošero First je řada minibusů/midibusů, vyráběných slovenskou společností Rošero – P ve Spišské Nové Vsi s použitím podvozku dodávkového automobilu Iveco Daily. Výroba této řady začala v roce 2006. Je vyráběno několik modelů. Výrobce řadu First označuje za midibusy, avšak v publicistice je označována i za minibusy.

## Varianty

### Základní modely
- First FSLI – vysokopodlažní model pro městskou a příměstskou dopravu, 27 sedadel pro cestující, dvoje jednokřídlé provozní dveře, pohon na naftu nebo CNG
- First FLHI Travel – vysokopodlažní model pro dálkovou a nelinkovou dopravu, 26 sedadel pro cestující + 1 sedadlo pro spolujezdce, přední jednokřídlé dveře jsou provozní, zadní jednokřídlé dveře jsou nouzové, pohon na naftu

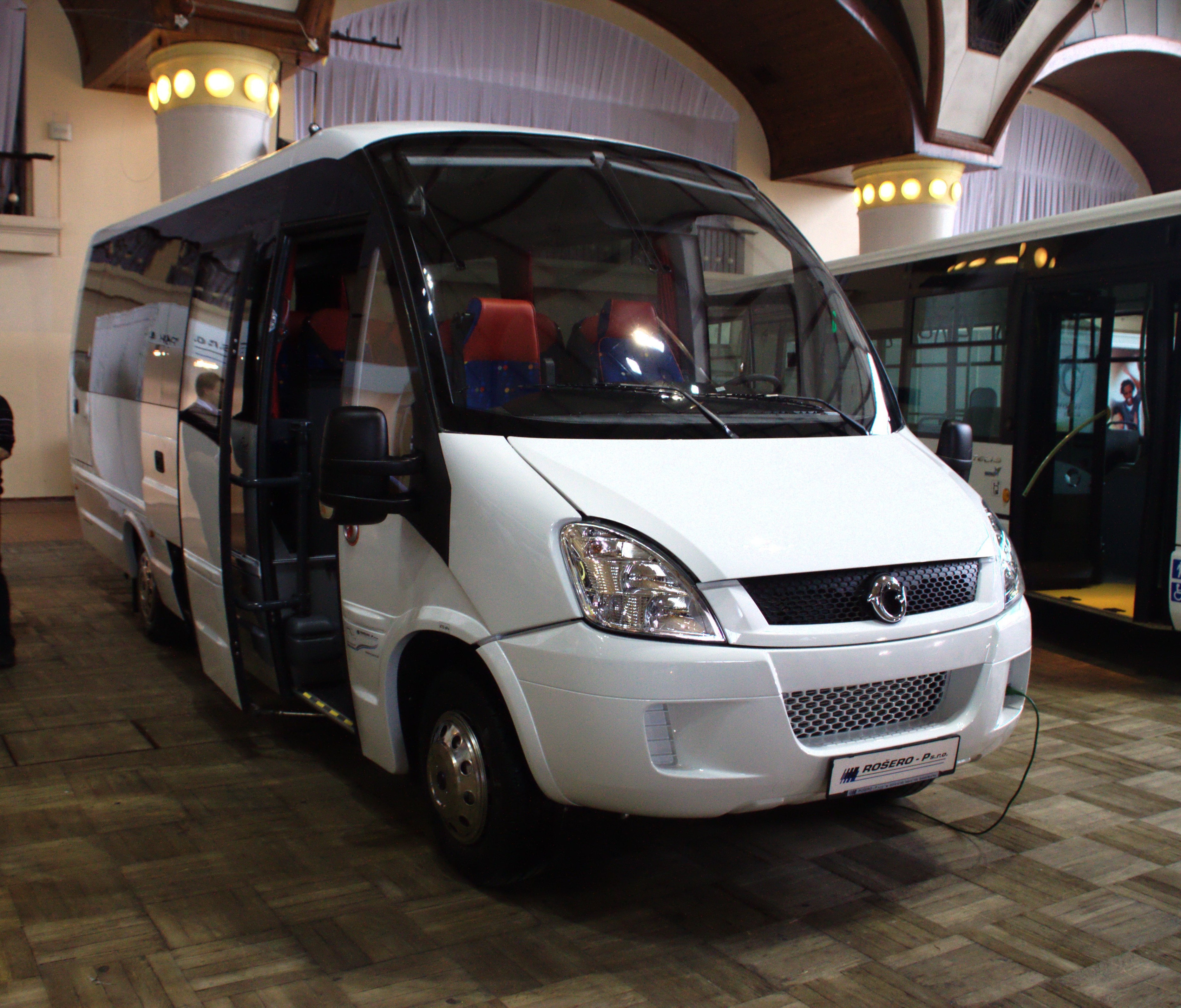
Rošero First FLHI na veletrhu Czech Bus v Praze v roce 2011

- First FLHI Schoolbus – vysokopodlažní model pro školní dopravu, zvedací plošina pro vozíčkáře, 31 sedadel pro cestující bez místa pro invalidní vozík nebo 27 sedadel pro cestující s místem pro invalidní vozík, k tomu 1 sedadlo pro spolujezdce, přední jednokřídlé dveře jsou provozní, zadní jednokřídlé dveře jsou nouzové a jsou vybaveny zvedací plošinou pro vozíčkáře, pohon na naftu
- First FCLEI – částečně nízkopodlažní model pro městskou a příměstskou dopravu, nízká podlaha se nachází v přední části vozu, zde je také jedno nebo dvě místa pro vozíčkáře či kočárek, maximálně 23 sedadel pro cestující a 1 sedadlo pro spolujezdce, přední dvoukřídlé dveře jsou provozní, zadní jednokřídlé dveře jsou provozní nebo nouzové, pohon na naftu, CNG nebo elektřinu

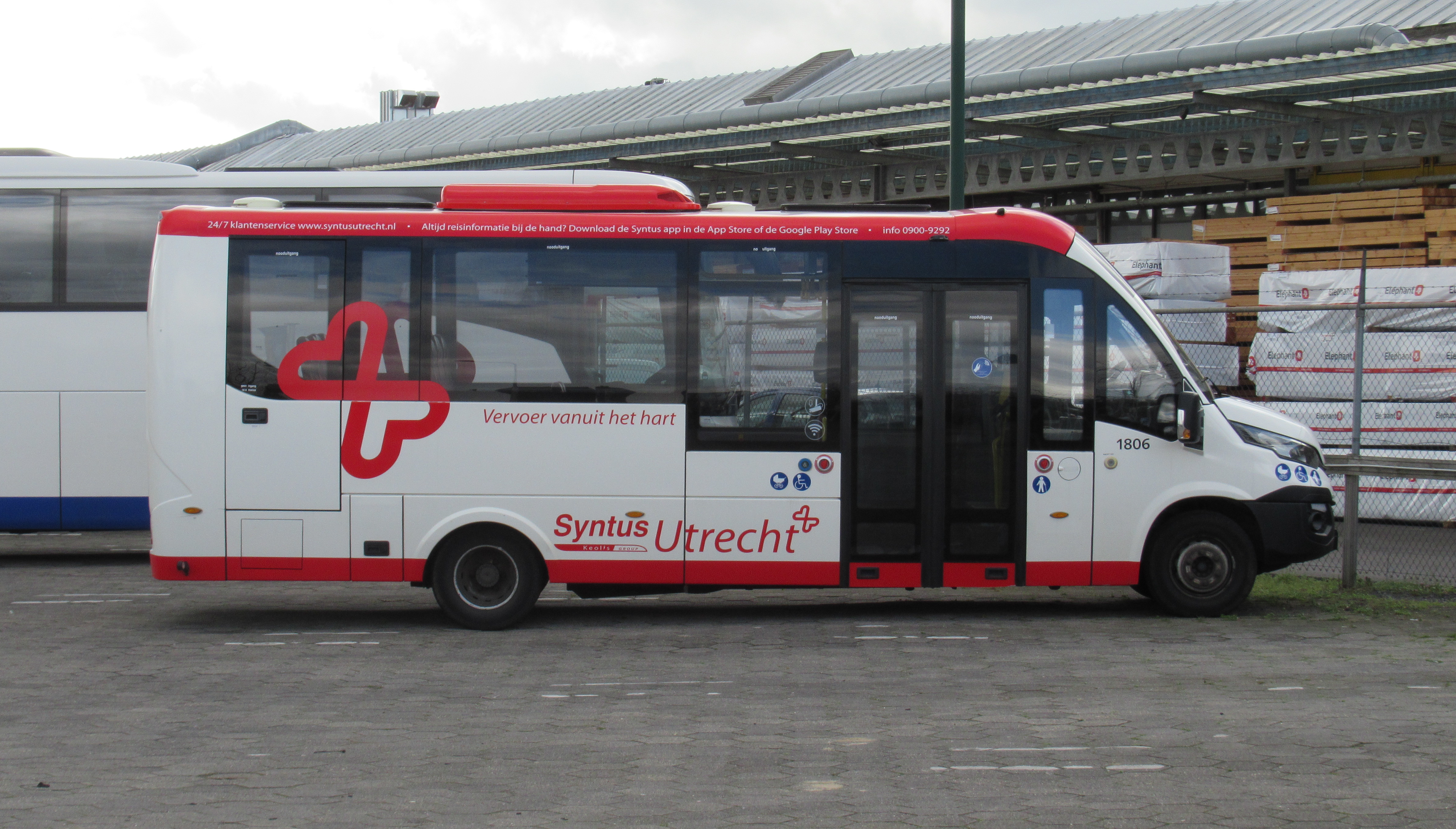
Rošero First FCLEI v Utrechtu
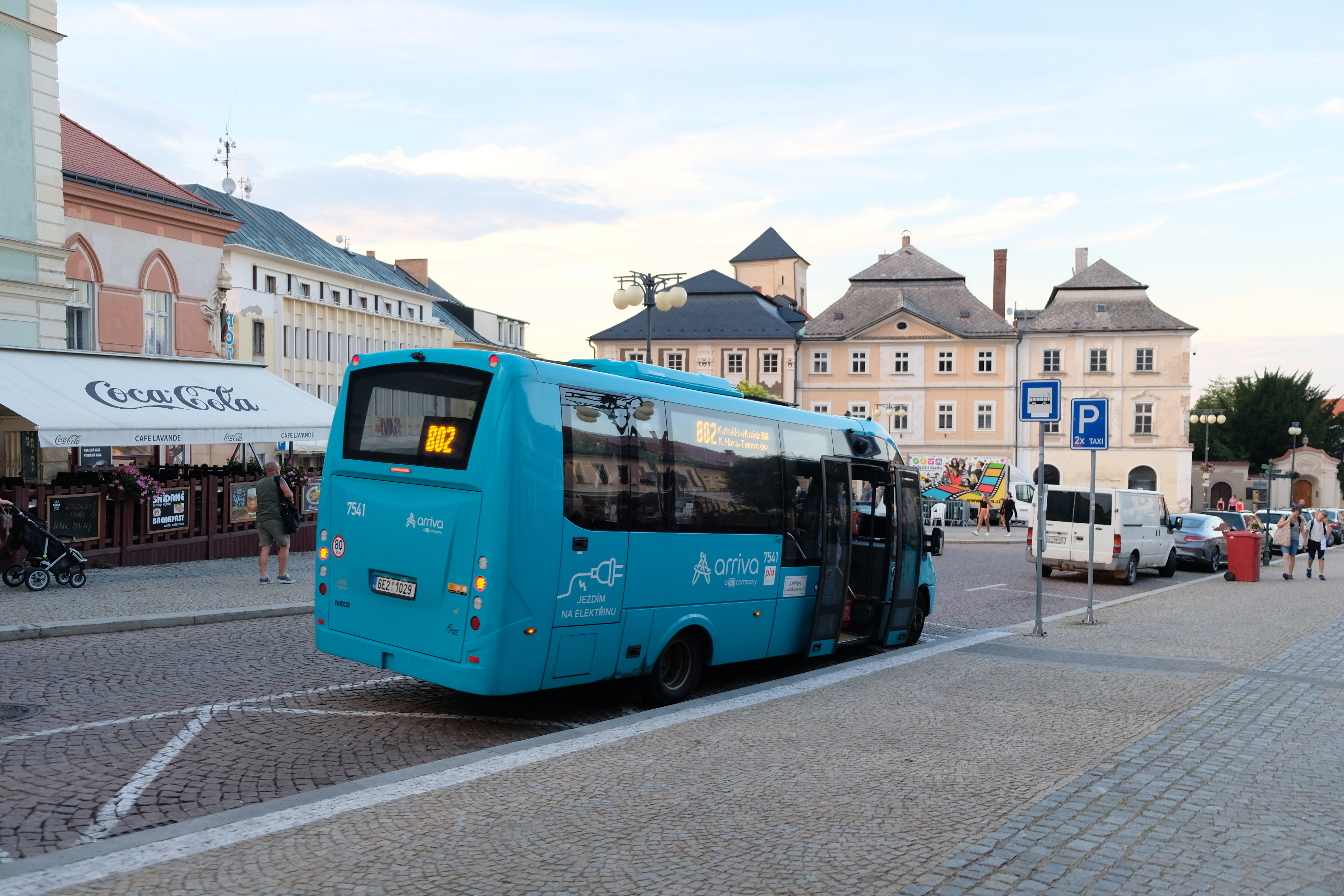
Rošero First FCLEI v Kutné Hoře

- First FCLLI – částečně nízkopodlažní model pro městskou a příměstskou dopravu, nízká podlaha se nachází v zadní části vozu, zde je také jedno místo pro vozíčkáře či kočárek, maximálně 23 sedadel pro cestující a 1 sedadlo pro spolujezdce, přední jednokřídlé i zadní dvoukřídlé dveře jsou provozní, pohon na naftu, CNG nebo elektřinu[2]

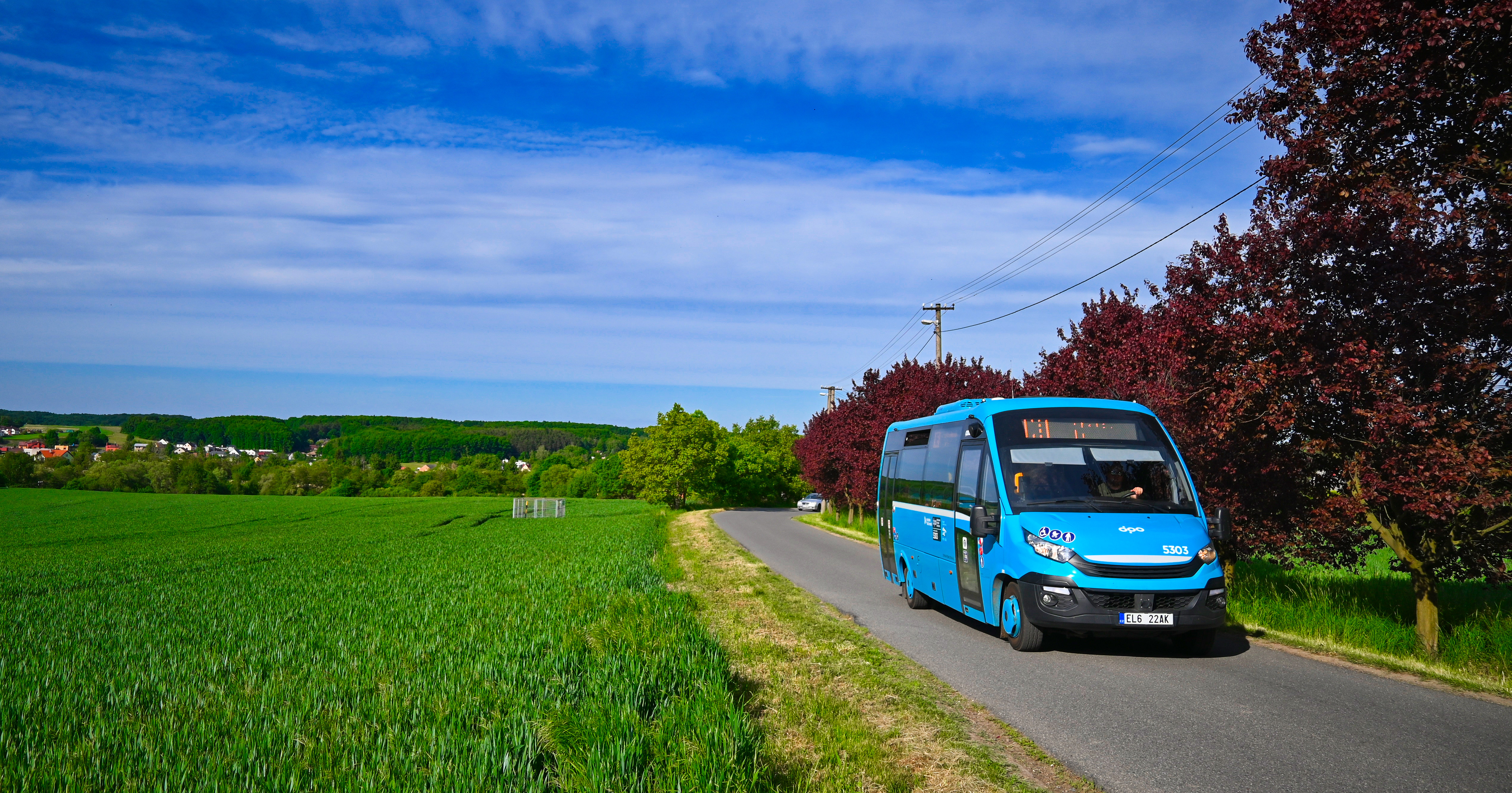
Rošero First FCLLI Electric v Ostravě
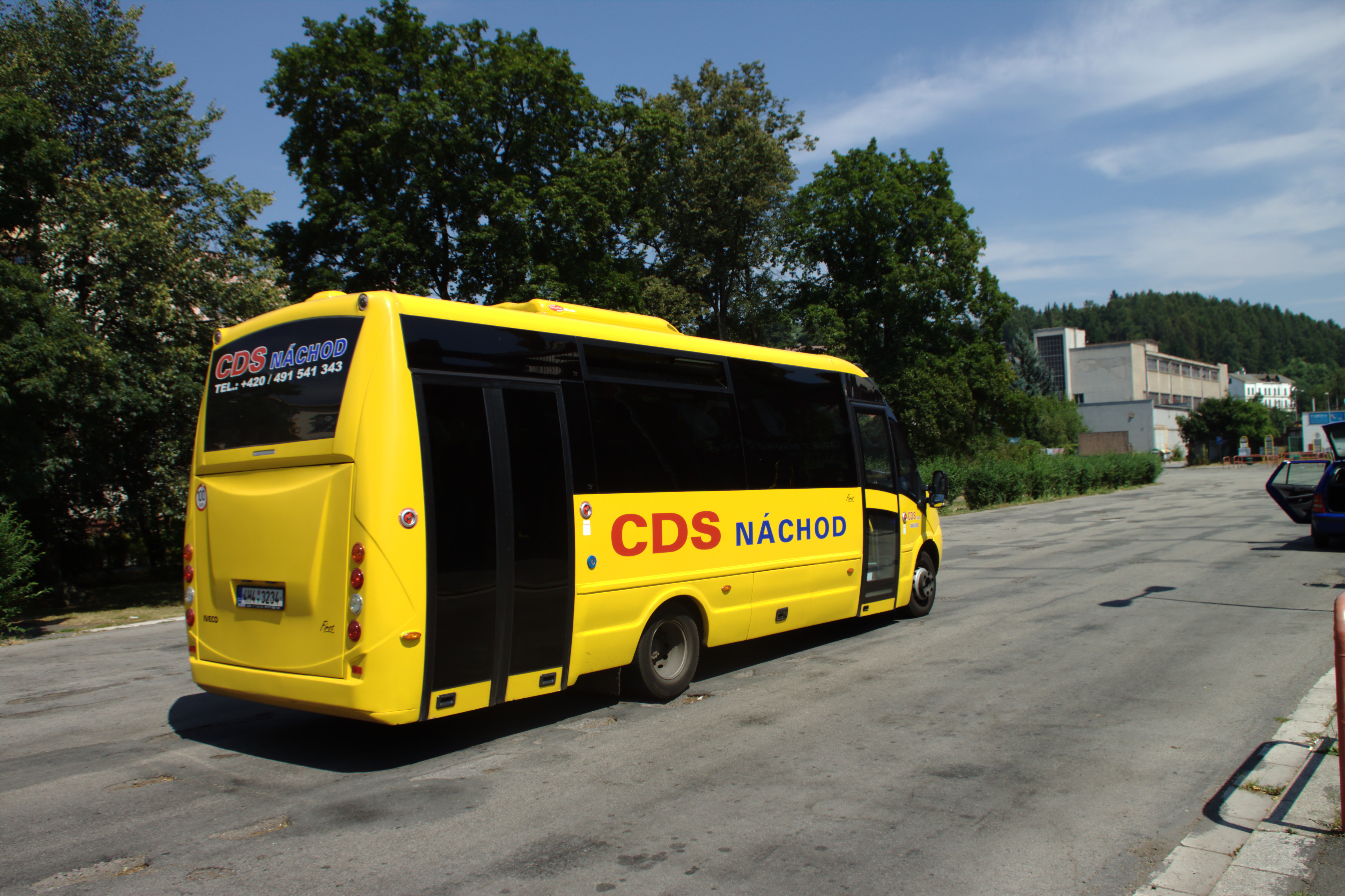
Rošero First FCLLI v Náchodě
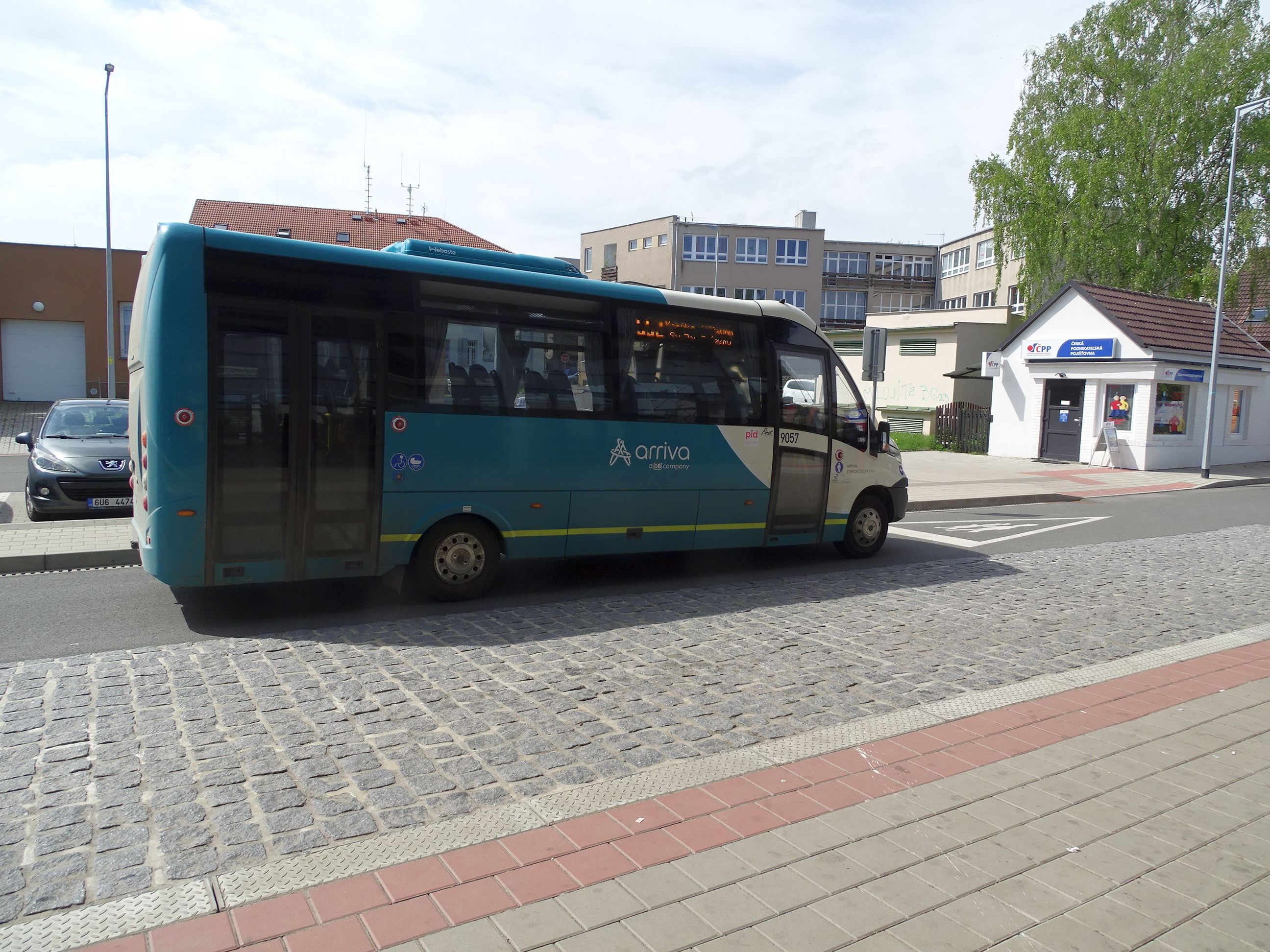
Rošero First FCLLI v Sedlčanech
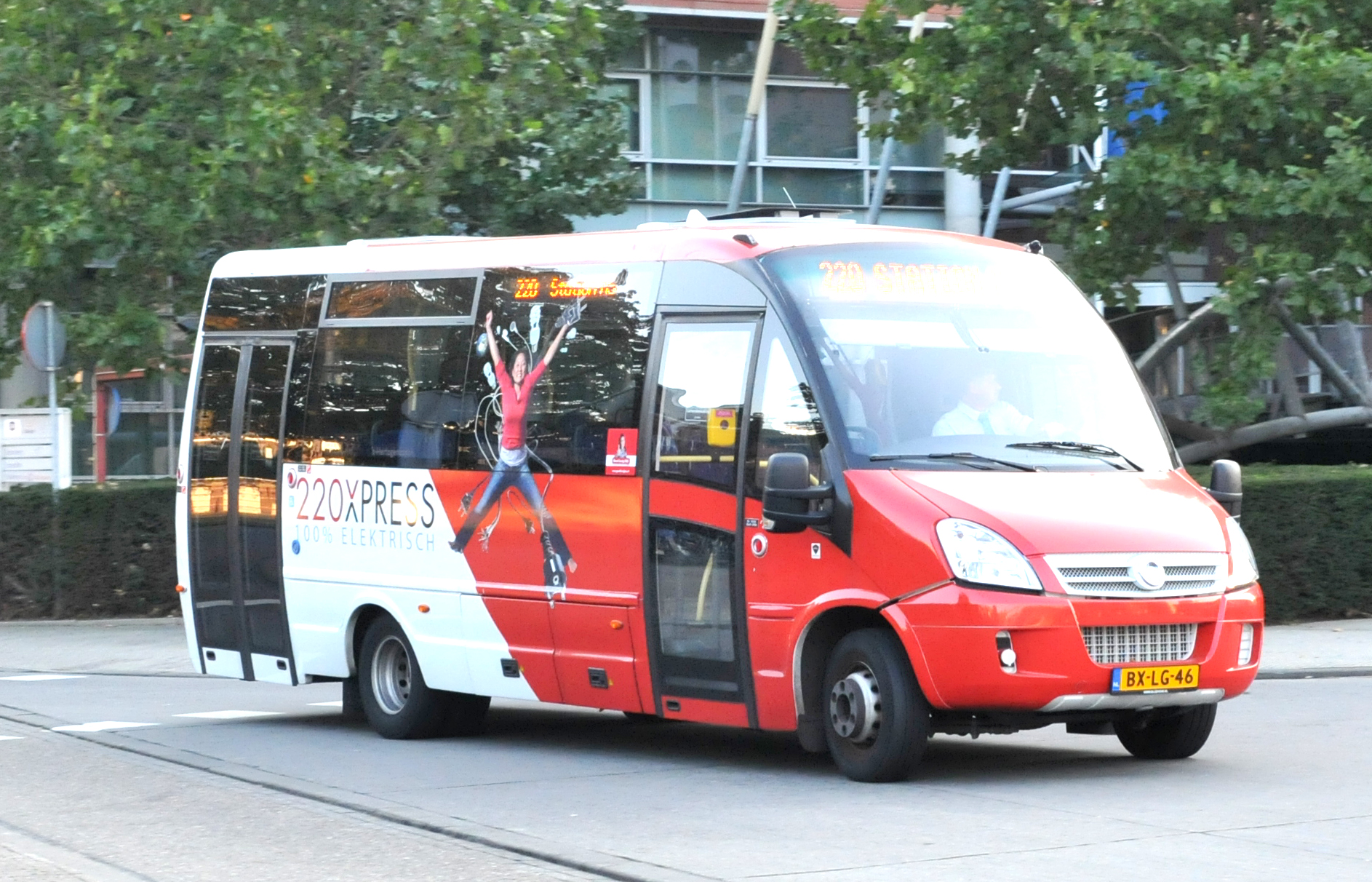
Rošero First FCLLI ve městě 's-Hertogenbosch
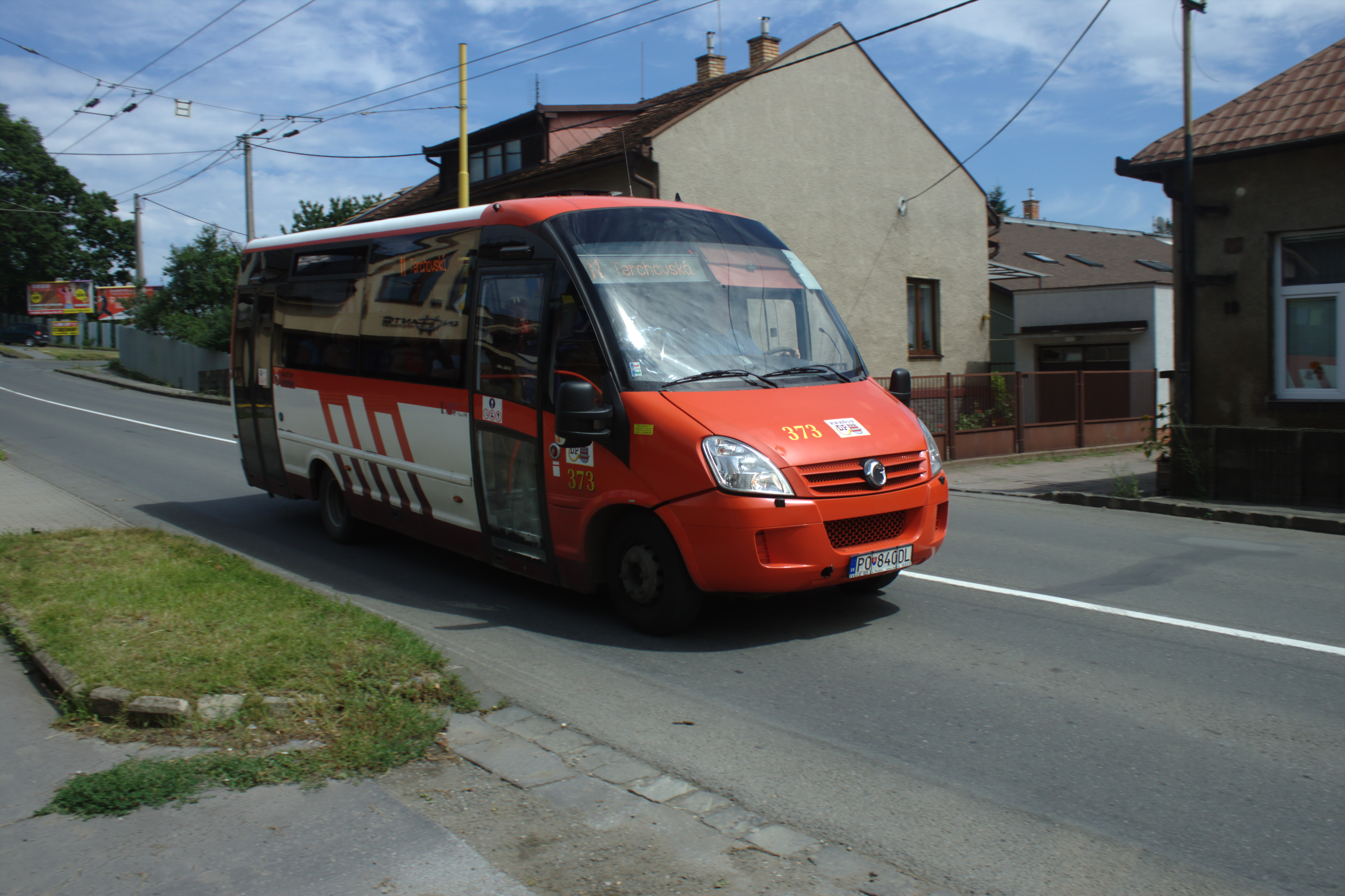
Rošero First FCLLI v Prešově
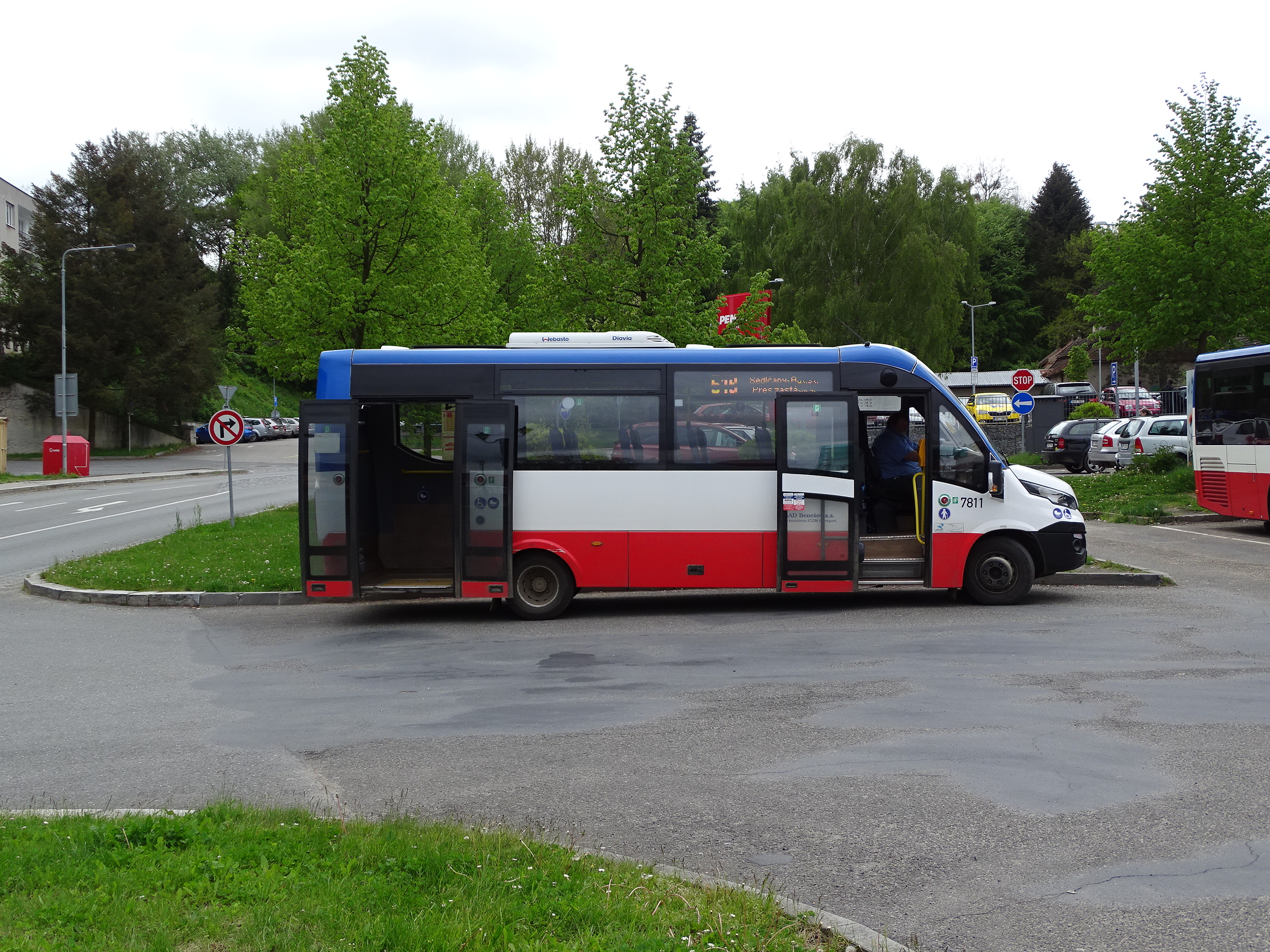
Rošero First FCLLI ve Voticích

### Speciální modely
- First FCLLI XL – jedná se o prodlouženou verzi modelu First FCLLI s délkou 8 490 mm[4]
- First FCLEI CNG ve speciálním provedení pro Dopravní podnik Ostrava – vyroben ve dvou kusech, nízkopodlažní je prostor před i za zadní nápravou, pouze u zadní nápravy je prostor vyvýšený, má dvoje dvoukřídlé dveře, délka zůstala 7 999 mm, na šířku byl zúžen na 2 195 mm, jeho výška je 3 200 mm kvůli palivové nádrži na střeše, celkem 13 sedadel[5]

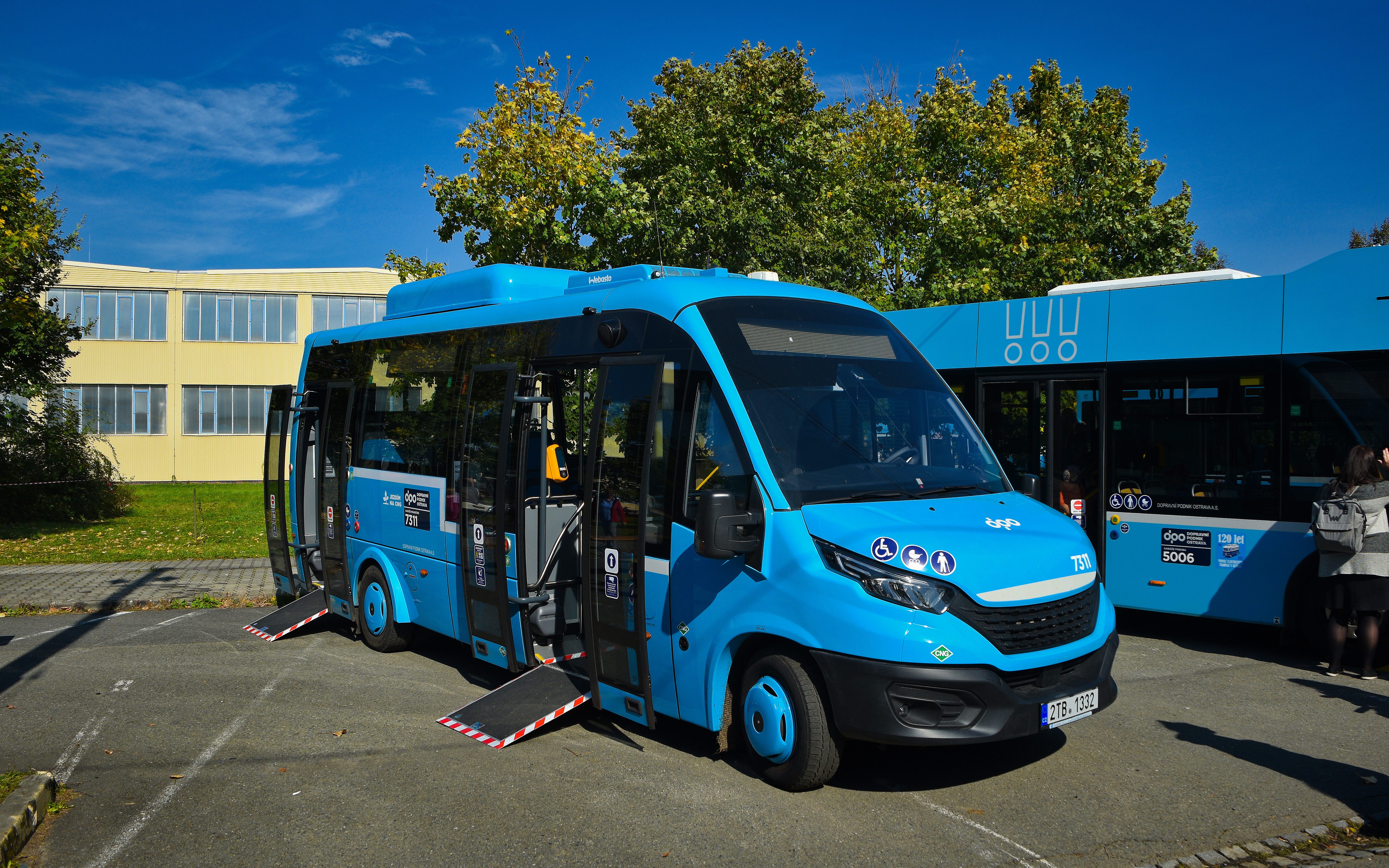
Rošero First FCLLI CNG v Ostravě